# Samos-F
Pour les articles homonymes, voir Samos (homonymie).
SAMOS-F (en anglais : Satellite and Missile Observation System "Ferret") ou Air Force Program 102 est une série de satellites espions d'écoute électronique américains lancés et exploités par la United States Air Force et le National Reconnaissance Office au cours des années 1960. Les priorités initiales (par ordre décroissant) consistaient à surveiller les ondes radio dans les bandes de fréquences 2,5 - 3,2 GHz (bande S), 9,0 - 10 GHz (bande X) et 59 - 650 MHz. Les données interceptées et leur localisation sont stockées sur bande magnétique, puis transmises aux stations au sol. Ces stations de repérage étaient situées dans le nord-est (New Boston, New Hampshire), le centre (Ottumwa, Iowa) et le nord-ouest (Fort Stevens, Oregon) des États-Unis continentaux, avec des sites test supplémentaires à Vandenberg AFB, Californie, et à Kaena Point, Oahu, Hawaï. Les satellites sont également appelés Agena ferrets et heavy ferrets. Environ seize heavy ferrets ont été lancés sur orbite terrestre basse depuis la base aérienne de Vandenberg entre février 1962 et juillet 1971 à bord de fusées Thor-Agena et Thorad-Agena. Presque tout sur ces satellites reste classifié.

## Historique des lancements
| Nom         | Autre désignation | Date de lancement | Identifiant COSPAR | Masse (kg) | Date de rentrée | Périgée (km) | Apogée (km) | Inclinaison |
| ----------- | ----------------- | ----------------- | ------------------ | ---------- | --------------- | ------------ | ----------- | ----------- |
| SAMOS F2-1  | 1962 Delta 1      | 1962-02-21        | 1962-004A          | 1000       | 1962-03-09      | 169          | 220         | 81.9        |
| SAMOS F2-2  | 1962 Omega 1      | 1962-06-18        | 1962-024A          | 1500       | 1963-10-30      | 370          | 394         | 82.1        |
| SAMOS F2-3  | OPS-0180          | 1963-01-16        | 1963-003A          | 1100       | 1969-01-09      | 459          | 533         | 81.8        |
| SAMOS F2-4  | OPS-1440          | 1963-06-29        | 1963-027A          | 1500       | 1969-10-26      | 485          | 521         | 82.3        |
| SAMOS F3-1  | OPS-3722          | 1964-02-28        | 1964-011A          | 1500       | 1969-02-19      | 493          | 509         | 82          |
| SAMOS F3-2  | OPS-3395          | 1964-07-02        | 1964-035A          | 1500       | 1969-08-07      | 494          | 530         | 82          |
| SAMOS F3-3  | OPS-3062          | 1964-11-04        | 1964-072A          | 1500       | 1969-11-05      | 507          | 526         | 82          |
| SAMOS F3-4  | OPS-8411          | 1965-07-17        | 1965-055A          | 1500       | 1968-12-18      | 469          | 511         | 70.1        |
| SAMOS F3-5  | OPS-1439          | 1966-02-09        | 1966-009A          | 1500       | 1969-09-26      | 499          | 504         | 82          |
| SAMOS F3-6  | OPS-1584          | 1966-12-29        | 1966-118A          | 1500       | 1969-04-05      | 484          | 492         | 75          |
| SAMOS F3-7  | OPS-1879          | 1967-07-25        | 1967-071A          | 1500       | 1969-06-05      | 454          | 512         | 75          |
| SAMOS F3-8  | OPS-1965          | 1968-01-17        | 1968-004A          | 1500       | 1970-07-07      | 455          | 534         | 75.1        |
| SAMOS F3-9  | OPS-0964          | 1968-10-05        | 1968-086A          | 2000       | 1971-03-26      | 481          | 506         | 75          |
| SAMOS F3-10 | OPS-8285          | 1969-07-31        | 1969-065A          | 1500       | 1973-01-04      | 459          | 538         | 75          |
| SAMOS F3-11 | OPS-8329          | 1970-08-26        | 1970-066A          | 2000       | 1975-03-26      | 482          | 500         | 74.9        |
| SAMOS F3-12 | OPS-8373          | 1971-07-16        | 1971-060A          | 2000       | 1978-08-31      | 486          | 505         | 75          |